# Aleksandr Kazakow
Aleksandr Aleksandrowicz Kazakow, ros. Александр Александрович Казаков (ur. 15 stycznia 1889, zm. 1 sierpnia 1919) – rosyjski lotnik, as myśliwski i najskuteczniejszy rosyjski pilot okresu I wojny światowej. Odniósł 20 zwycięstw powietrznych.

## Życiorys
W 1908 wstąpił do szkoły kawalerii, jednakże przyszłość swą wiązał z wojskami powietrznymi. W 1913 rozpoczął szkolenie na pilota myśliwskiego i rozpoczął służbę w cesarskich siłach powietrznych Rosji. Po wybuchu I wojny światowej latał na takich samolotach jak Morane-Saulnier, Spad – SА2, Nieuport 11 i Nieuport 17. Swoje pierwsze zwycięstwo powietrzne odniósł w spektakularny sposób 18 marca 1915, kiedy zaczepił bosakiem o samolot nieprzyjaciela, i nie mogąc się od niego uwolnić po prostu staranował niemieckiego Albatrosa. Po tym dziwnym incydencie powietrznym z wielkim trudem udało mu się wylądować, gdyż pilotowany przez niego Moran stracił podwozie.
Nie miał tak wielu szans na spotkanie wrogiego samolotu, jak piloci na froncie zachodnim, więc liczba jego zwycięstw zwiększała się powoli. Ponadto liczone były tylko zwycięstwa potwierdzone bezsprzecznie, czyli tylko w przypadku jeśli wrogi samolot rozbił się po własnej stronie frontu. Kazakow znany był z tego, że opanował do perfekcji sposób zbliżania się do nieprzyjacielskiego samolotu niezauważony, a następnie atakowania go od tyłu. Myśliwce z jednostki lotniczej w której latał Kazakow, miały wymalowane na sterze kierunku charakterystyczny znak pirackiej czaszki i piszczele. W czasie Wielkiej wojny zaliczono mu 20 pewnych zwycięstw i kilkanaście prawdopodobnych (według innych źródeł 17). Po wybuchu wojny domowej walczył przeciwko bolszewikom w 1 eskadrze słowiańsko-brytyjskiej po stronie białych.
Po wycofaniu się wojsk brytyjskich z Rosji, co stawiało białych w trudnej sytuacji strategicznej, Kazakow 1 sierpnia 1919 wziął udział w pokazach lotniczych dla podniesienia morale oddziałów walczących z bolszewikami. Podczas wykonywania jednego z manewrów, samolot Kazakowa rozbił się o ziemię, a pilot zginął. Większość świadków tego zdarzenia sądziła, że Kazakow popełnił samobójstwo.

## Odznaczenia
- Order św. Jerzego (Imperium Rosyjskie)
- Order św. Włodzimierza (Imperium Rosyjskie)
- Order św. Anny (Imperium Rosyjskie)
- Order św. Stanisława (Imperium Rosyjskie)
- Krzyż Kawalerski Legii Honorowej (Francja)
- Krzyż Wojenny (Francja)
- Distinguished Service Order (Wielka Brytania)
- Distinguished Flying Cross (Wielka Brytania)
- Military Cross (Wielka Brytania)